# Gebietskörperschaft
Eine Gebietskörperschaft ist eine Körperschaft, deren Zuständigkeit und Mitgliedschaft territorial bestimmt sind. Ihre Gebietshoheit ist jeweils auf einen räumlich abgegrenzten Teil des Staatsgebietes beschränkt. Sie grenzt sich dadurch von solchen Körperschaften ab, deren Mitgliedschaft durch persönliche Eigenschaften bestimmt wird.

## Staatsorganisation
Gebietskörperschaften auf oberster Ebene sind, unabhängig von ihrer Größe, die jeweiligen Staaten, die je nach Organisationsform aus weiteren kleineren Gebietskörperschaften bestehen können. In Bundesstaaten oder einem Staatenbund bilden die Gliedstaaten die zweite Ebene der Gebietskörperschaften. Sowohl in Einheitsstaaten als auch in Bundesstaaten gibt es heute meist Einheiten der regionalen oder kommunalen Selbstverwaltung, die selbst wiederum eine einzige, aber auch mehrere Ebenen umfassen können. Autonome Gebiete mit Sonderstatus oder abhängige Gebiete mit Selbstverwaltung bilden weiter Sonderformen der Gebietskörperschaften.
Stellung, Funktion und Aufgaben der Gebietskörperschaft im jeweiligen politischen System bestimmen den Grad der Zentralisierung des jeweiligen Systems. So wirken in Deutschland Bund, Länder, Gemeindeverbände und Gemeinden im Rahmen der vertikalen Gewaltenteilung zusammen, während in Frankreich Staat, Region, Departement und Gemeinde das Gerüst des Zentralstaats darstellen.

### Deutschland
In Deutschland gibt es als Gliedstaaten die Länder sowie als kommunale Gebietskörperschaften Gemeinden, Landkreise und Bezirke, letztere ausschließlich in Bayern.

### Österreich
In Österreich sind es die Gemeinden, die Bundesländer und der Bund, während die Bezirke reine Verwaltungskonstrukte sind.

### Schweiz
In der Schweiz gibt es Kantone und Gemeinden.

### Frankreich
In Frankreich Régions, Départements und Gemeinden als reguläre Collectivités territoriales, dazu weiter Gebiete mit Sonderstatus.

### Vereinigtes Königreich
Im Vereinigten Königreich die drei seit der Devolution autonomen Landesteile Schottland, Nordirland und Wales sowie auf lokaler Ebene Counties und Districts, die in England zum Teil, in der übrigen Landesteilen hingegen überall zu einer einzigen Ebene der Unitary Authorities zusammengelegt sind.

### Vereinigte Staaten
In den USA Bundesstaaten, Countys und Gemeinden, die je nach Bundesstaat verschiedene Formen der Selbstverwaltung annehmen können.